# Monika Mostowik
Monika Mostowik (ur. 1975) – polska pisarka, poetka, socjolog, scenarzystka. Wydała wiele utworów w latach 2003-2008, obecnie pisze niewiele.

## Twórczość
- "Jeszcze mnie nie ma wcale..." (debiutancki tomik poezji, Kraków, 1995)
- Taka ładna (opowiadanie), 2004
- Akrobatki (zbiór opowiadań), 2006[2]
- Wyrzuty (powieść), 2007
- Histeryjki o May (zbiór opowiadań), 2008[3]
- Patrzę, 2017[4]
- Zanim stanę się lalką, 2019[5]